# Финберг, Густав Вильгельм
Густав Вильгельм Финберг (швед. Gustaf Wilhelm Finnberg; фин. Gustaf Wilhelm Finnberg; 24 ноября 1784, Парайнен — 28 июня 1833[…], Стокгольм) — финский художник шведского происхождения.

## Биография
Родился в 1784 году в Паргасе (ныне — Парайнен). В 1800 году переехал в Або (Турку), где начал учиться живописи; в 1806 году продолжил своё обучение в Стокгольме в Шведской королевской академии художеств. Около 1814 или 1815 года он окончил своё обучение в академии. После смерти отца, в 1820 году вернулся в Финляндию, вошедшую к тому времени в состав России и открыл мастерскую в Турку. Его учениками были Роберт Вильгельм Экман и, возможно, Магнус фон Вригт.
В 1827 году дом, мастерская и большинство работ художника были уничтожены Великим пожаром Або. В дальнейшем Финберг выполнил ряд работ, изображавших пожар, которые часто воспроизводятся в книгах по истории Финляндии. Сам он после пожара перебрался в Стокгольм, где продолжал работать, как художник. Скончался в 1833 году в Стокгольме.

## Галерея

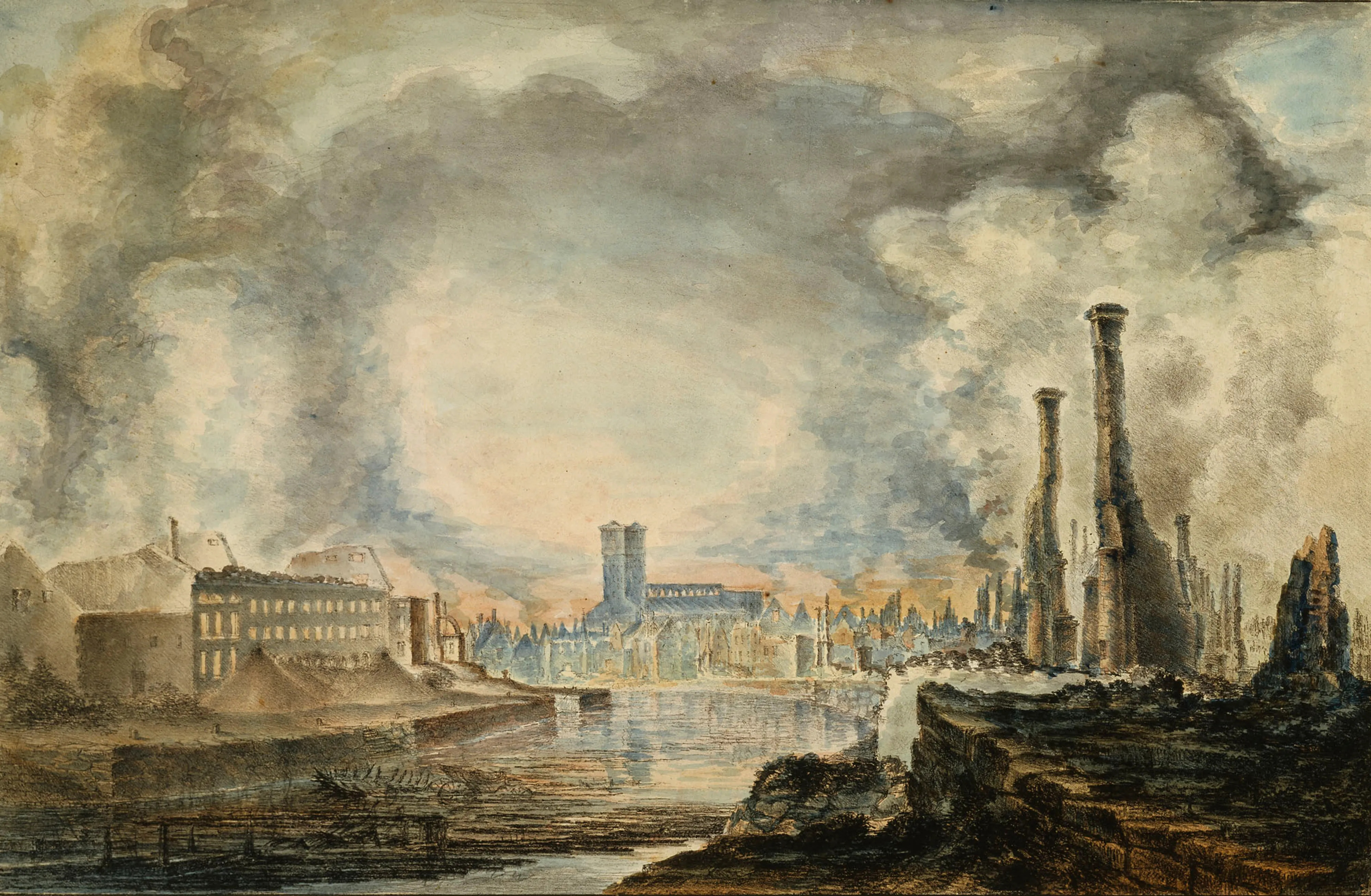
Великий пожар Або
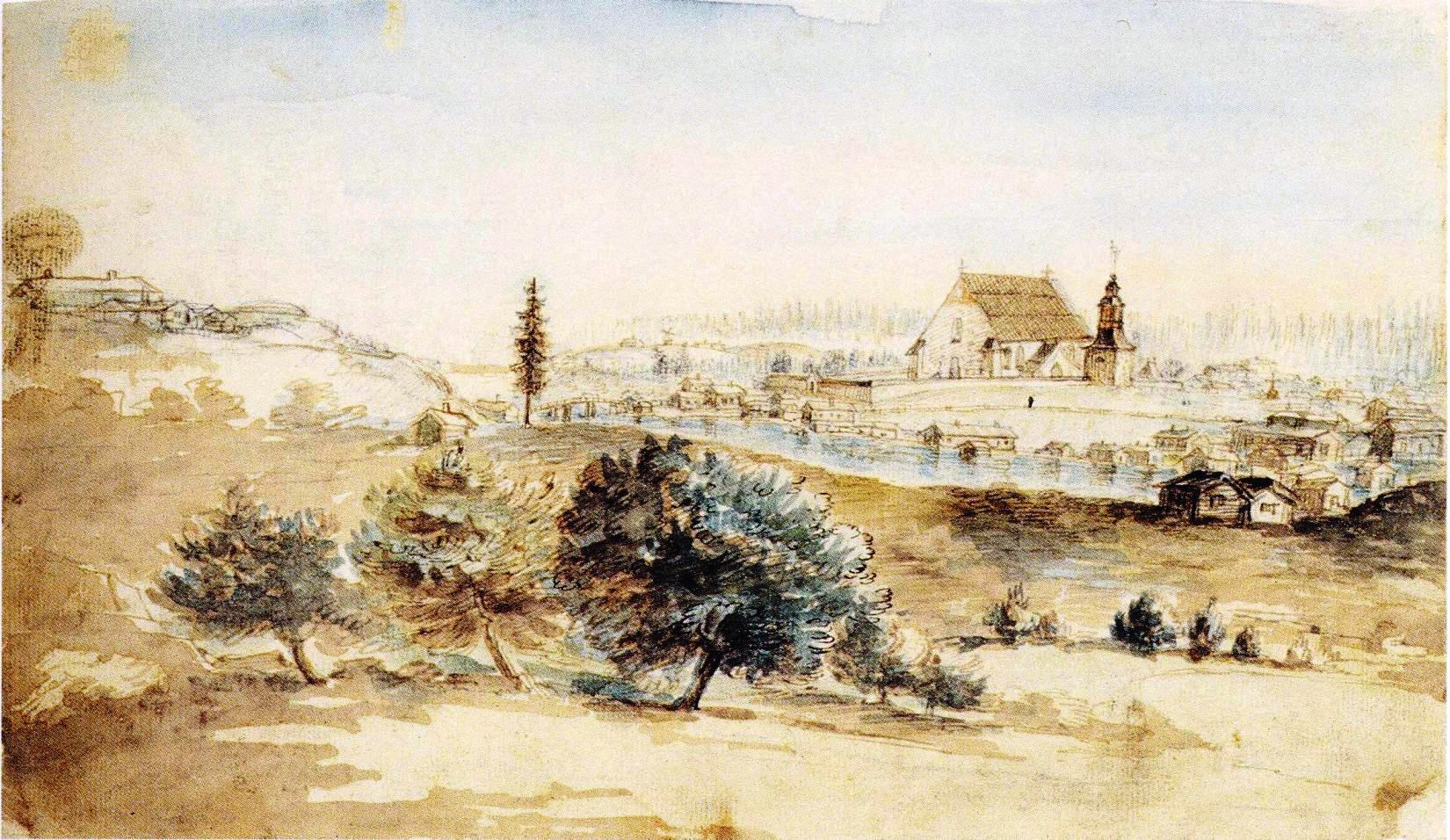
Церковь в Паргасе.
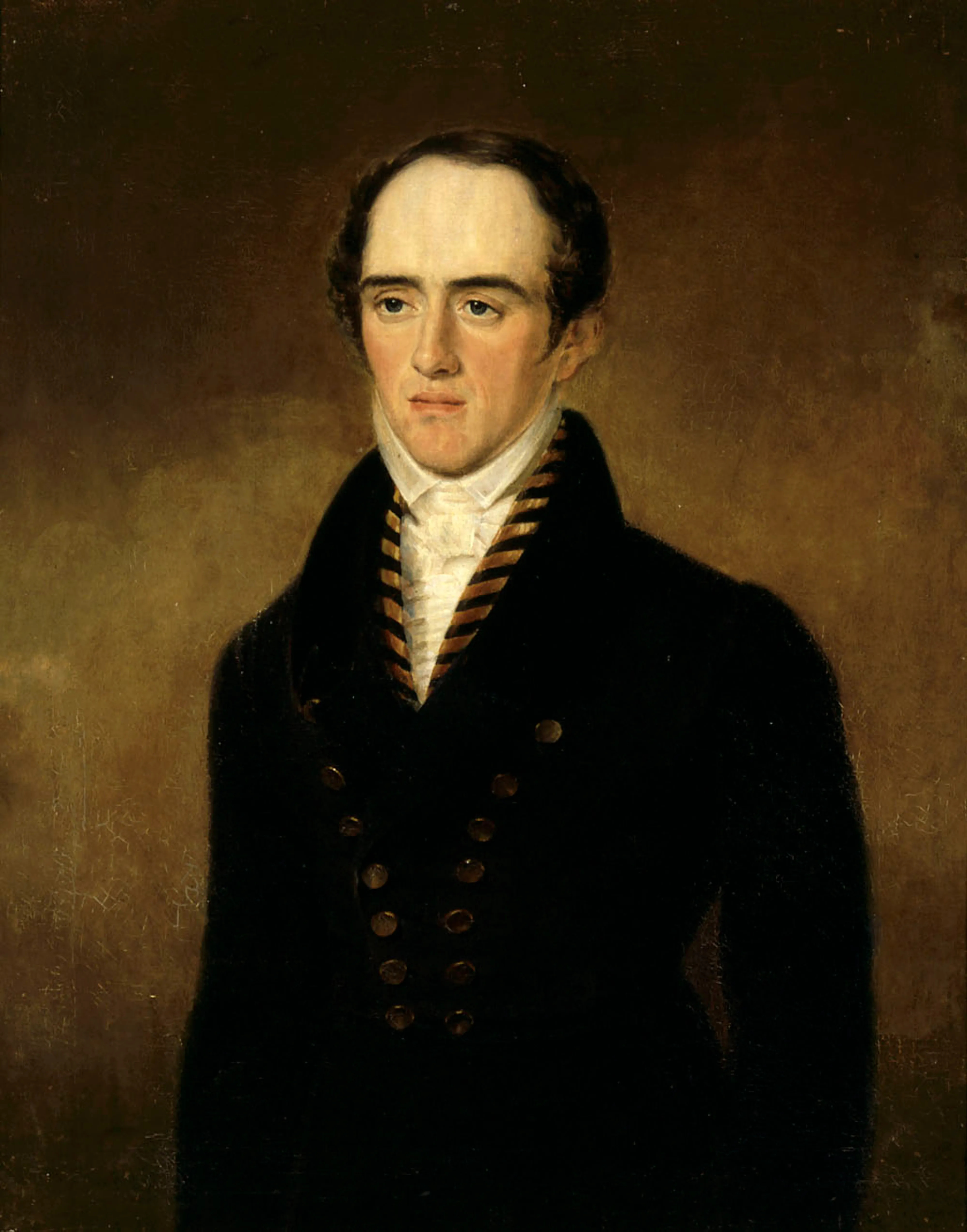
Карл Густав Маннергейм, дед Карла Густава Эмиля Маннергейма.
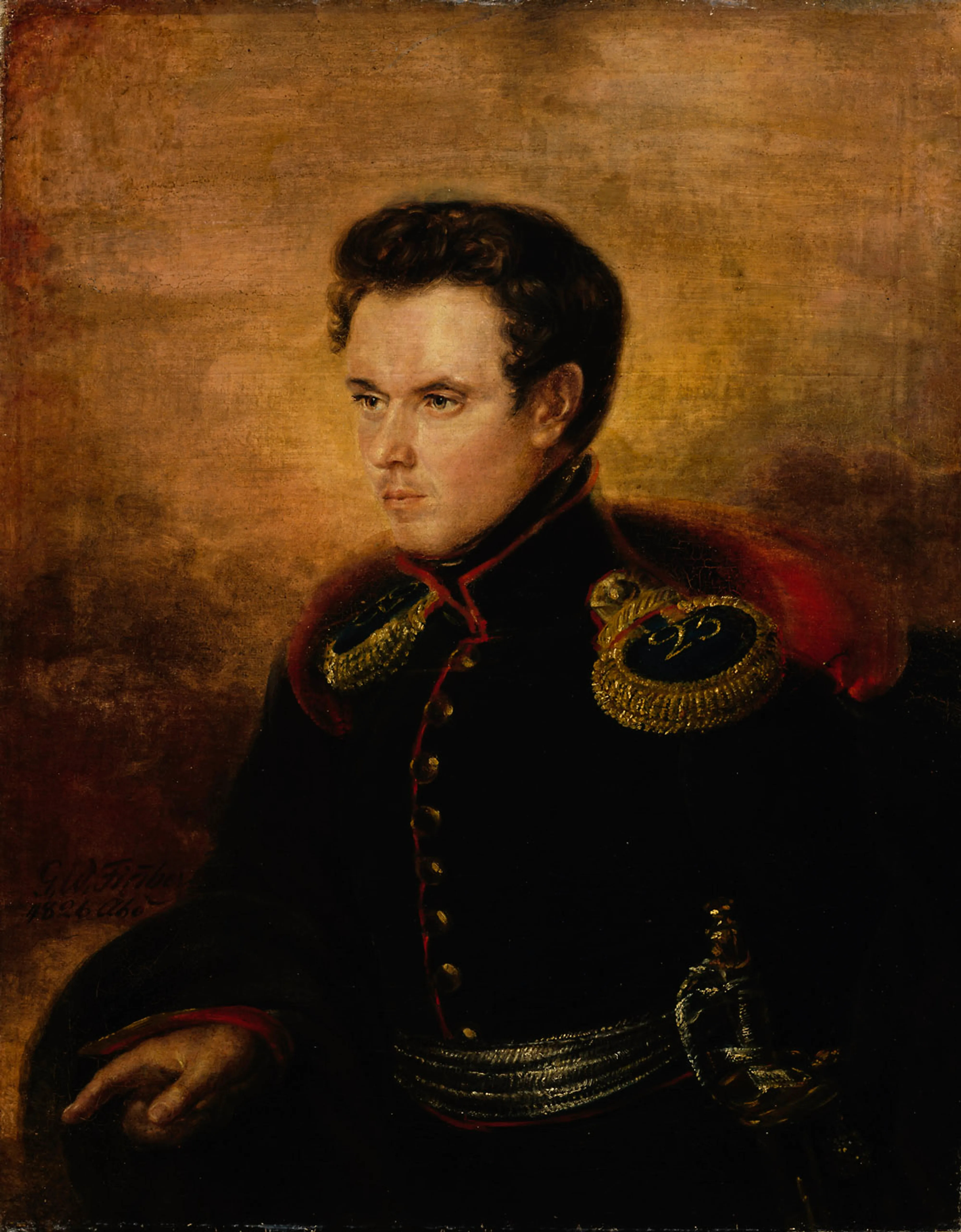
Антон Тенгстрём, поручик русской службы.
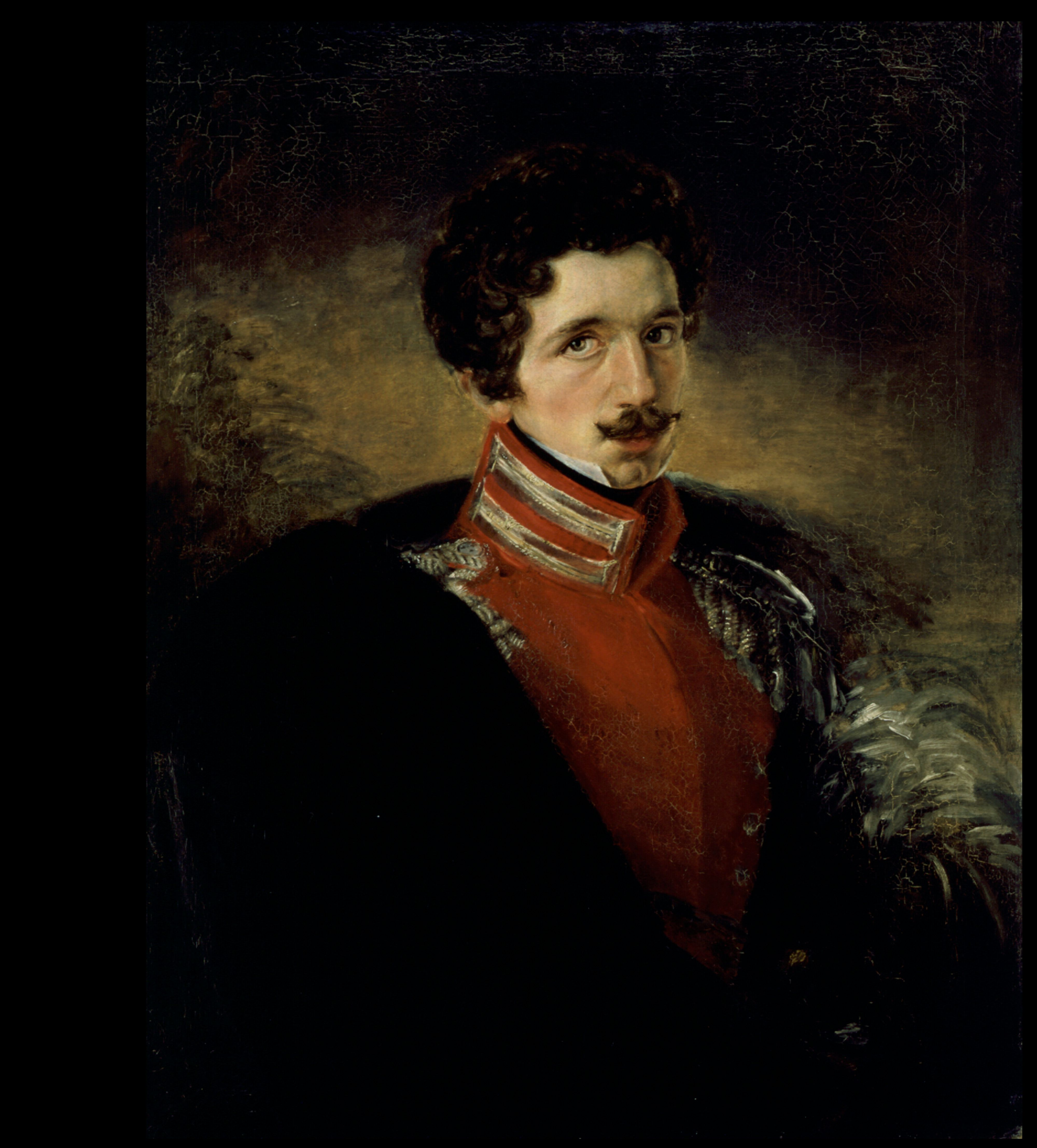
Барон Вреде — офицер русского уланского полка.
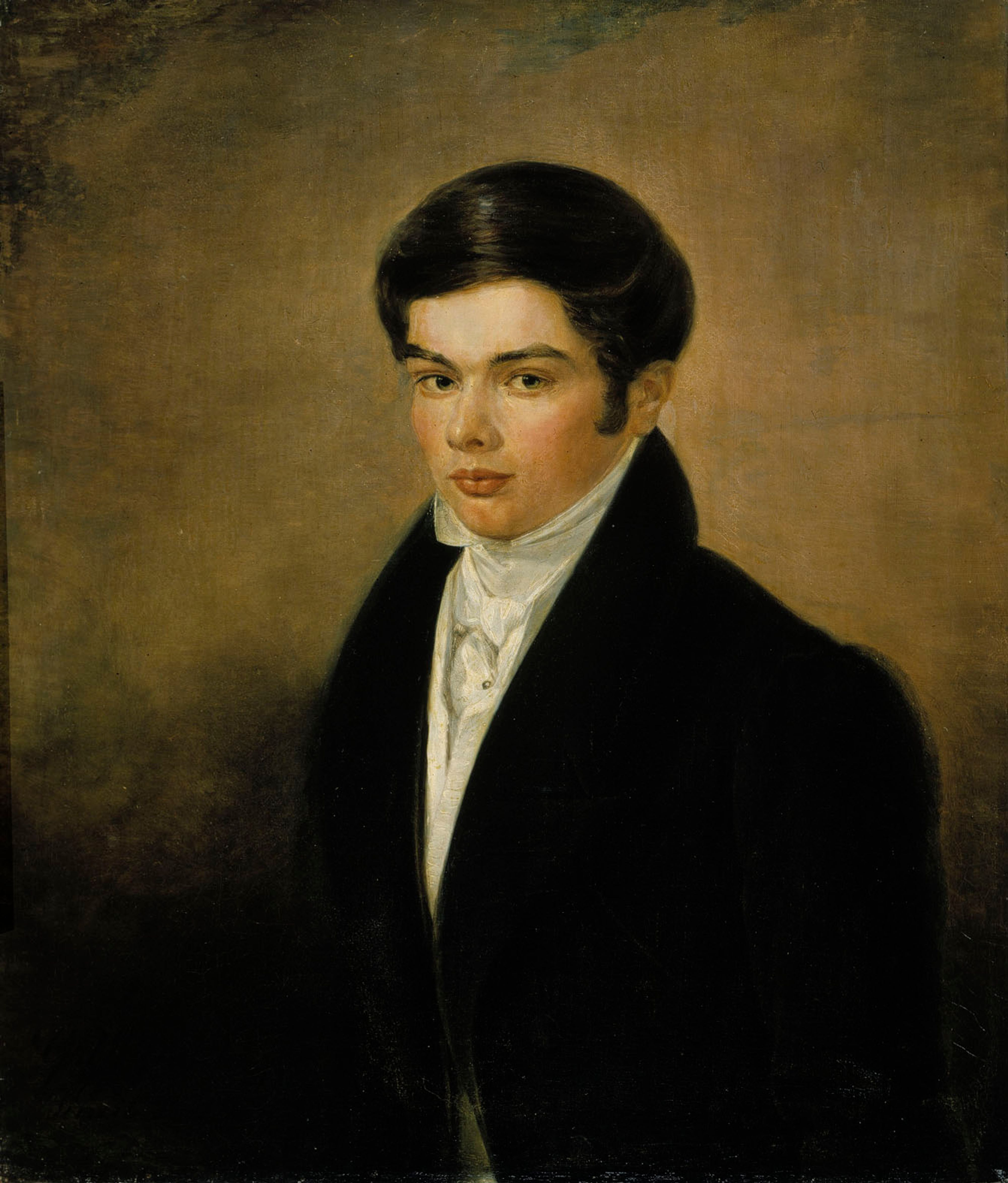
Шёлковый фабрикант Карл Эдвин Лундгрен в молодые годы.